# Zračna luka Sabzevar
Zračna luka Sabzevar (IATA kod: AFZ, ICAO kod: OIMS) smještena je kod grada Sabzevara u sjeveroistočnom dijelu Irana odnosno pokrajini Razavi Horasan. Nalazi se na nadmorskoj visini od 917 m. Zračna luka ima jednu asfaltiranu uzletno-sletnu stazu dužine 3178 m, a koristi se za tuzemne i regionalne letove. Vodeći zračni prijevoznik koji nudi redovne letove za Teheran-Mehrabad u ovoj zračnoj luci je Iran Aseman Airlines.

## Vanjske poveznice
- (engl.) [neaktivna poveznica]
- (engl.) DAFIF, Great Circle Mapper: AFZ